# 210-mm-Kanone M1939 (Br-17)
Die 210-mm-Kanone M1939 (Br-17) (russisch: 210-мм пушка образца 1939 года (Бр-17)) (GAU Index – 52-P-643) ist ein sowjetisches Geschütz, welches vor dem Zweiten Weltkrieg entwickelt wurde und in geringem Umfang in diesem Krieg zum Einsatz kam.

## Entwicklung

### Hintergrund
Seit der Gründung der Sowjetunion fehlte im industriellen Bereich viel Wissen und die westlichen Staaten hatten eine schnellere Industrialisierung durchlaufen als das ehemalige Zarenreich. Wie auch zu zaristischen Zeiten, setzte die junge Sowjetunion auf den Einkauf von ausländischen technischen Produkten, doch bereits grundsätzlich mit dem Ziel, für diese Produkte eigene industrielle Fertigungskapazitäten zu entwickeln.
Die tschechoslowakische Rüstungsindustrie hatte einen guten Ruf und bot zur Finanzierung des eigenen Staates sein Wissen und seine Fertigungskapazitäten an. Noch bevor das Deutsche Reich die Eigenstaatlichkeit des Nachkriegsstaates beendete, hatten die Skodawerke im April 1938 einen Vertrag mit den Verantwortlichen in der Sowjetunion geschlossen, welcher die Entwicklung einer schweren Kanone sowie einer schweren Haubitze beinhaltete. Der Vertrag sah die Fertigung je eines Prototyps und eine umfängliche Dokumentation für den Nachbau vor. Bezahlt werden sollten die bestellten Geschütze und Unterlagen mit Getreidelieferungen.

### Ausführung
Die Entwicklungsgruppe von Skoda erhielt die Aufgabe, für die Waffe einen Schraubverschluss zu entwickeln. Dies war für ein Skoda-Produkt ungewöhnlich, doch bestand der Auftraggeber auf der Entwicklung einer Waffe die mit Geschoss und Beutelkartuschen geladen wurde. Ein erster Satz Zeichnungen der beiden bestellten Waffen wurde schon nach vier Monaten im August 1938 übergeben. Zu dieser Zeit war Skoda bereits unter deutscher Kontrolle. Es wurden 77.000 Blatt Zeichnungen und Dokumentation übergeben.
Um die Zeichnungen für die Fertigung nutzbar zu machen, wurden im Stalingrader Geschützfabrik „Rote Barrikaden“ (russisch: Красные Баррикады), bzw. Sawod No. 221, zwei spezielle Ingenieurbüros eingerichtet. Das Projekt hatte die höchste Priorität und im Zweischichtbetrieb wurde der Nachbau anhand der Pläne für die künftige Artilleriewaffe Barrikady No. 17 (Br-17) vorbereitet. Erst im August 1940 hatte der gelieferte Prototyp der 210-mm-Haubitze M1940 die vollständige Erprobung abgeschlossen, doch schon nach den Schießtests hatte die Rote Armee das Geschütz als 210-mm-Kanone M1939 (Br-17) für die Fertigung freigegeben.

## Produktion
Die Produktion lief unmittelbar nach der Freigabe an und durch den Vorlauf schaffte es das Werk im Jahr 1940 bereits drei Geschütze auszuliefern, weitere sechs Geschütze folgten im Jahr 1941. Dann war man der veränderten Situation durch den Angriff der Wehrmacht geschuldet gezwungen die Fertigung zu beenden.

## Einsatz
Im Januar 1941 galten drei Geschütze als fertiggestellt, doch war nur eines vom sowjetischen Oberkommando abgenommen worden und der Artilleriereserve zugeteilt worden. Doch selbst wenn mehr Geschütze verfügbar gewesen wären, hätte dies nichts verändert. Es gab keine Munition für diesen Geschütztypen. Dies und die Tatsache, dass diese schweren Kanonen im Abwehrkampf mit dynamischer Frontentwicklung nur schnell verloren gegangen wären, führte dazu, dass die Geschütze bis zur endgültigen Wende an der Ostfront in den Jahren 1944 und 1945 keinen Einsatz fanden. Zumindest hatte man bis dahin immerhin 4200 Schuss für die vorhandenen Geschütze gefertigt.
Es wurden für den Einsatz im April 1944 vom Oberkommando vier unabhängige Artilleriebatterien (7., 8., 16. und 19.) gebildet. Jede Batterie verfügte über zwei 210-mm-Kanonen M1939 (Br-17).
Im Dezember 1944 wurden spezielle Kanonenregimenter (russisch: пушечного полка) aufgestellt. Diese erhielten als Ausstattung sechs 152-mm-Kanonen M1935 (Br-2) und zwei 210-mm-Kanonen M1939 (Br-17). Die Aufstellung der vier Verbände (1.(19.Btr), 2.(7.Btr), 18.(16.Btr) und 20.(8.Btr) Kanonen-Regiment) dauerte bis Januar 1945.
Drei Regimenter waren an den Angriffsoperationen gegen die Wehrmacht beteiligt. Das 1. Kanonenregiment war bei der 1. Weißrussischen Front eingesetzt. Das 2. und 20. Kanonenregiment wurden der 3. Weißrussischen Front unterstellt. Mit dem 18. Kanonenregiment wurde in der Artillerieschule Luschskoje ein Ausbildungsbetrieb aufgenommen.
Während des Sturm auf Berlin verschoss das 1. Kanonenregiment ca. 200 Schuss der 210-mm-Granaten. Davon wurden alleine am ersten Tag 100 Schuss für die Artillerievorbereitung des Angriffs verwendet.
Nach dem Ende der Kämpfe im Westen verlegte das 20. Kanonenregiment nach Asien. Hier stand der Verband bis zur Kapitulation der japanischen Kwantung-Armee im August–September 1945 im Einsatz.

## Museale Rezeption
Trotz der geringen Produktionszahl blieben einige dieser eindrucksvollen Kanonen der Nachwelt erhalten. Sie sind in verschiedenen Ausstellungen zu besichtigen:
- Museum der Artillerie- und Pioniertruppen in St. Petersburg
- Zentrales Museum der Streitkräfte in Moskau
- Militärstandort 86278 in Perm
- Museum der UMMC in Werchnjaja (Region Swerdlowsk) (Werksausstellung Ural-Mash)